# Matias Aires Ramos
Matias Aires Ramos da Silva de Eça (San Paolo, 27 marzo 1705 – Lisbona, Portogallo 1763) è stato un filosofo e scrittore portoghese.

## Biografia
Figlio di José Ramos da Silva e sua moglie Catarina de Orta, nacque a San Paolo, in Capitania, nel 1705, in seguito Provincia e oggi Stato di San Paolo, in Brasile. Era cavaliere dell'Ordine di Cristo e fornitore della zecca di Lisbona, ottenendo e riuscendo in questo lavoro a suo padre, José Ramos da Silva, per la sua morte. Fu in questa realtà che emerse il padre di Matias Aires, José Ramos da Silva, fornitore delle spedizioni che trovarono oro nel Gerais. Lo scrittore Alceu do Amoroso Lima, nell'introduzione al libro di Matias Aires, fa il seguente commento: “La figura di José Ramos da Silva e la sua ascesa come servitore per servire il più alto magnate della fortuna di San Paolo del XVIII secolo, sono diventate uno dei tipi più rappresentativi del Brasile coloniale ". Benedetto dalla fortuna, questo nuovo uomo ricco divenne un grande mecenate dei gesuiti di San Paolo, costruendo chiese, ordinando di venire dal Portogallo, maestri di costruzione, scalpellini, tagliatori e doratori, in breve, dando tutto il sostegno ai conventi e alle scuole del ordine. Fu in questo ambiente che nacque. Aires è stato educato al collegio dei Gesuiti a San Paolo, dove ha imparato a leggere e scrivere in portoghese e latino, studiando anche i classici e i rudimenti della religione e della filosofia. Quando aveva undici anni, suo padre decise di trasferirsi a Lisbona. Come uomo pratico che era e attraverso buoni contatti con i gesuiti che godevano di grande prestigio con D. João V, José Ramos da Silva fu nominato per esercitare la posizione di Fornitore delle Case della Fonderia, una delle funzioni più alte e più redditizie della United. Preoccupato per l'educazione dei suoi figli, quando arrivò in Portogallo, iscrisse le due ragazze nel Convento di Odivelas e Matias nel tradizionale e rinomato Colégio de Santo Antão. Dopo aver completato i suoi studi secondari, entrò nella Facoltà di Giurisprudenza di Coimbra nel 1722, ricevendo il titolo di Bachelor of Arts nell'anno seguente, e ricevette un Bachelor of Philosophy presso la Facoltà di Scienze e un Master of Arts presso la Facoltà di Lettere dell'Università di Coimbra. Si è laureato presso un'università francese di diritto civile e canonico. Ha studiato matematica e scienze fisiche. Conosceva l'ebraico e altre lingue.

## Opere
- 1752 – Reflexões sobre a vaidade dos homens